# 山名豊時
山名 豊時（やまな とよとき）は室町時代の因幡守護。

## 生涯
生年は不明。系図上では山名勝豊の子とされているが、現在勝豊の存在が疑問視されており、山名豊氏との関連も指摘されている。
史料上の初見は文明11年（1479年）8月（『大乗院寺社雑事記』同年8月2日条）で第一次毛利次郎の乱鎮圧のため、因幡への下向が伝えられている。豊時の守護就任がいつ頃なのかは不明であるが、当時は守護権力が脆弱であったと推察され、鎮圧に1年近くかかってようやく鎮めた。その後も因幡周辺では不穏な情勢が続き、長享元年（1487年）9月の足利義尚の六角征伐には子息の豊重を派遣していることからも自身は因幡に引き続き在国していたとみられる。
文明15年（1483年）8月から行われてきた惣領山名政豊らによる播磨国侵攻に際し、室町幕府は豊時にこれに賛同しないように支持しているが、実際には侵攻に関与していたと思われる。
長享2年（1488年）8月、因幡では不穏な情勢が頂点に達し、浦上則宗の工作により豊時の守護解任と反守護方に擁立された山名政実の守護補任が決まる事態となり、第二次毛利次郎の乱が起こった。しかし、以前の反乱を教訓に国内での地盤を強化していたため、反乱への同調は広がらず、守護方の圧勝に終わった。なお、戦乱による混乱は浦上則宗の本拠地ある美作国まで飛び火し、事態の収拾に追われる羽目になった。
2度の反乱を乗り越えて以降は比較的安定した統治がなされたようである。延徳3年（1491年）5月には幕府から因幡岩井庄吉田保内にある北野社領の押領停止などを命じられている。
同年8月、惣領・山名政豊の名代・山名俊豊に率いられ上洛。8月23日朝には子・豊重らとともに幕府に出仕し、27日の足利義材の江州出陣に従軍した。
明応2年（1493年）2月、義材の河内出陣に豊重とともに従軍。同年4月の明応の政変の際には豊重を義材方に、自身は義澄方に属していたことが伝えられている。ただ、4月下旬に義材が捕らえられた時点ではすでに義材陣営に豊重の姿が見えないことから、家中分裂というものではなく、豊時の指示で両陣営を観察していたとの指摘がある。また、この政変で始まる但馬の惣領家内での争いにも関与した形跡はなく、注意深く物事をよく見極めてから行動する人物という一面も見せている。
『後法興院記』（5月7日条）によると明応3年（1494年）5月、理由は不明ながらも因幡へ下向している。没年は不明で文亀元年（1501年）11月9日付けの『石清水八幡宮文書』に「伊予守」としてみえるのが史料上確認できる最後の姿である。永正元年（1504年）3月には因幡守護として豊重がみえるため、その頃までに死没あるいは家督の譲与が行われたと思われる。

## 文化人としての一面
文明14年（1482年）9月、歌人の飛鳥井雅康に師事していたことが伝えられているのを皮切りに蹴鞠・犬追物などを興ずる姿が度々確認されている（『親長卿記』など）。明応元年（1492年）3月には二楽邸での歌会に守護代を引き連れて参加、4月には北野社会所において豊時発句による万句興行を行うなど、文化的教養を身につけることで各方面との交流を深めようとしている。
なお、第一次毛利次郎の乱が終結した後の文明15年（1482年）7月と11月には伊勢貞宗邸での犬追物に参加している。『伊勢家書』によればこの犬追物には毛利貞元（毛利次郎の乱を起こした中心人物）も参加しており、11月の犬追物では両者が競い合うという興味深い光景が見られたようである。